# David Wants to Fly
David Wants to Fly – Ein yogisches Abenteuer (deutsch David will fliegen) ist ein Dokumentarfilm von David Sieveking aus dem Jahr 2010. Uraufgeführt wurde der Film am 12. Februar 2010 im Panorama Dokumente der 60. Internationalen Filmfestspiele Berlin, deutscher Kinostart war am 6. Mai 2010.

## Inhalt

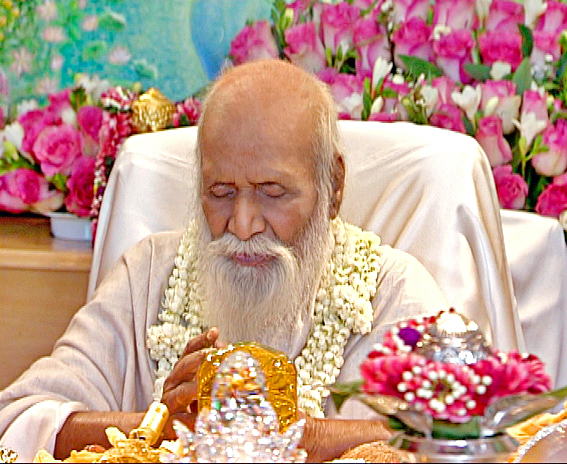
Maharishi Mahesh Yogi (2007)

Die von Maharishi Mahesh Yogi begründete Transzendentale Meditation (TM) war eine beispiellose Erfolgsgeschichte. Auch der junge Regisseur David ist auf der Suche nach Inspiration. Davids Idol, der große Regisseur David Lynch, versichert, TM sei auch die Quelle seiner Kreativität. David nimmt ihn beim Wort und nähert sich unvoreingenommen mit einer teilweise schockierenden Naivität der transzendentalen Meditation. Er unterzieht sich einem kostspieligen Meditations-Training, erhält sein persönliches Mantra und versucht sich im yogischen Fliegen.
Bald jedoch erkennt er Widersprüche in der TM-Organisation und stellt kritische Recherchen über die Hintergründe der zu einer milliardenschweren Industrie gewordenen Organisation  an. Maharishi stirbt plötzlich, nun kommt es zum Streit um seine Nachfolge. In der Folge wird David Lynch der wichtigste internationale TM-Botschafter. Die indischen Gurus, die zuerst sehr kooperativ waren, wollen jetzt die Dreharbeiten stoppen. Als David damit beginnt, TM-Renegaten aufzusuchen, verhält sich die Organisation geradezu feindselig, Lynch droht gar mit einer Klage gegen das Filmteam.
David  reist in die USA und nach Indien, um das hinduistische Kloster Jothir Math zu besuchen, in dem der TM-Begründer Maharishi seine Weihen empfangen haben soll. Dort erzählt ihm dessen Nachfolger, dass Maharishi ein Gauner gewesen sei, der nicht das Recht gehabt hätte, seine Meditationslehre zu verbreiten. Er schickt David  in den Himalaya an die Quelle des Ganges, wo er zu seiner eigenen Wahrheit findet.

## Produktion
Der Film wurde von Lichtblick Film in Koproduktion mit Dschoint Ventschr Filmproduktion, Navigator Film, dem Bayerischen Rundfunk, arte, dem Schweizer Fernsehen und dem Österreichischen Rundfunk produziert.
Die Dreharbeiten fanden in Berlin und Hannover, in den Vereinigten Staaten in New York City, Fairfield, in den Gebäuden der Maharishi European Research University (MERU) im niederländischen Kolleg St. Ludwig bei Vlodrop und im schweizerischen Seelisberg sowie am Bramasthan of India (bei Jabalpur befindlicher „Gebietsmittelpunkt“ im Sinne der vedischen Raumplanung) statt.

## Auszeichnungen
David Wants to Fly bekam den Hessischen Filmpreis als Bester Dokumentarfilm. Auf dem Message to Man – International Documentary, Short & Animated Film Festival 2010 in Sankt Petersburg wurde er  mit dem Sonderpreis der Jury der internationalen Filmkritiker ausgezeichnet und zum Internationalen Filmfestival Warschau 2010 sowie zur Viennale 2011 in Wien bekam er jeweils eine lobende Erwähnung.
Zudem wurde der Film von der Deutschen Film- und Medienbewertung (FBW) mit dem Prädikat besonders wertvoll ausgezeichnet.

## Kritiken
„Ohne übertriebene Polemik, aber mit klarem Blick für dogmatische und geschäftemacherische Auswüchse entwirft der Film ebenso erhellend wie unterhaltsam das Protokoll einer ernüchternden ‚Sinnsuche‘.“

„Aus dem Prozess seiner langsamen Bewusstwerdung hat [David Sieveking] einen klugen, selbstironischen und dabei noch äußerst entlarvenden Film gemacht. Die yogischen Flieger dürften mit diesem PR-Erfolg nicht eben glücklich sein.“

„‚David wants to fly‘ lehrt das Staunen darüber, wie weit der Hunger nach Sinn die Menschen im Westen gehen lässt. Für David Sieveking erweist sich schließlich nicht der Himalaja, sondern der Berliner Teufelsberg als heiliger Ort – die sehr weltliche deutsche Hauptstadt ist also auch noch nicht ganz verloren für ewige Wahrheiten.“